# Coppa Placci 1965
La Coppa Placci 1965, quindicesima edizione della corsa, si svolse il 19 agosto 1965 su un percorso di 215,7 km. La vittoria fu appannaggio dell'italiano Michele Dancelli, che completò il percorso in 6h22'48", precedendo i connazionali Italo Zilioli e Adriano Passuello.

## Ordine d'arrivo (Top 10)
| Pos. | Corridore          | Squadra           | Tempo    |
| ---- | ------------------ | ----------------- | -------- |
| 1    | Michele Dancelli   | Molteni           | 6h22'48" |
| 2    | Italo Zilioli      | Sanson            | s.t.     |
| 3    | Adriano Passuello  | Ignis             | s.t.     |
| 4    | Flaviano Vicentini | Ignis             | a 30"    |
| 5    | Gianni Motta       | Molteni           | a 3'45"  |
| 6    | Franco Cribiori    | Ignis             | s.t.     |
| 7    | Guido De Rosso     | Molteni           | s.t.     |
| 8    | Bruno Mealli       | Bianchi-Mobylette | s.t.     |
| 9    | Giuseppe Grassi    | Filotex           | s.t.     |
| 10   | Italo Mazzacurati  | Salvarani         | s.t.     |